# 1932年ロサンゼルスオリンピックのスペイン選手団
1932年ロサンゼルスオリンピックのスペイン選手団（1932ねんロサンゼルスオリンピックのスペインせんしゅだん）はロサンゼルスで開催された1932年ロサンゼルスオリンピックのスペイン選手団。3競技4種目の7人（男子のみ）から構成された。

## メダル

### 銅
- Santiago Amat — セーリング、男子モノタイプ級